# Семеновське сільське поселення (Поріцький район)
Семе́новське сільське поселення (рос. Семёновское сельское поселение) — муніципальне утворення у складі Поріцького району Чувашії, Росія. Адміністративний центр — село Семеновське.
Станом на 2002 рік існували Полібінська сільська рада (село Полібіно, присілки Крилово, Мілютіно) та Семеновська сільська рада (село Семеновське, присілок Вознесенське).

## Населення
Населення — 527 осіб (2019, 620 у 2010, 809 у 2002).

## Склад
До складу поселення входять такі населені пункти:
| Населений пункт        | Населення, осіб (2002) | Населення, осіб (2010) |
| ---------------------- | ---------------------- | ---------------------- |
| Вознесенське, присілок | 183                    | 157                    |
| Крилово, присілок      | 71                     | 61                     |
| Мілютіно, присілок     | 55                     | 38                     |
| Полібіно, село         | 121                    | 67                     |
| Семеновське, село      | 379                    | 297                    |